# 東京モノレール羽田空港線
東京モノレール羽田空港線（とうきょうモノレールはねだくうこうせん）は、東京都港区のモノレール浜松町駅から大田区の羽田空港第2ターミナル駅までを結ぶ、東京モノレールが運営するモノレール路線である。路線名に社名を含む。単に「東京モノレール」「東京モノレール線」と呼称される場合もある。駅ナンバリングで使われる路線記号はMO。
国土交通省監修の『鉄道要覧』においては羽田空港第2ターミナル駅が起点、モノレール浜松町駅が終点となっているが、案内および列車運行上は羽田空港第2ターミナル方面が下り、モノレール浜松町方面が上りとなっているため、本項でもそれに従い、モノレール浜松町駅を起点として記述する。

## 概要
東京都心と東京国際空港（羽田空港）を結ぶアクセス路線として、モノレール浜松町 - 羽田空港第2ターミナル間を普通列車では約23分、空港直行列車である「空港快速」では約18分で結んでいる。
1964年秋の東京オリンピックの開催で、日本国内外からの羽田空港利用客の都心へのアクセスの改善を目的として建設され、10月10日の東京オリンピック開会式前の9月17日に開業した。
この路線は跨座式モノレールで、日本国内の現有路線では唯一アルヴェーグ式を採用しており、営業最高速度 80 km/h はモノレールとして国内最速である。ほとんどの部分が高架線だが、昭和島 - 整備場間（海老取川トンネル）、天空橋駅付近（羽田トンネル）と新整備場 - 羽田空港第2ターミナル間（羽田空港トンネル）は地下線となっている。なお、羽田空港の旅客ターミナルビル移転に伴う路線延長の際、構造上トンネルの断面積が大きくなるなどの理由で建設費がかさみ、運賃も値上がりした。1993年9月の羽田空港延伸前後の運賃を比較すると、一般の空港利用者は乗車距離が伸びたため、1991年末時点ではモノレール浜松町 - （旧）羽田間 (13.0 km)が300円だったものが、1994年8月時点でモノレール浜松町 - 羽田空港（現・羽田空港第1ターミナル）間 (16.9 km)が460円になった。ただし、初乗りは90円が110円に、同じ距離で例えばモノレール浜松町 - 羽田整備場（現・整備場）間11.8 kmについて比較すると300円が340円となっており、同距離では20円 - 40円の値上げにとどまっている。
車両は開業以来、日立製作所製造のものを使用している。昔は置き換えのペースが新造後13年程度と早かったが、京浜急行電鉄との競合状態となってから車両への投資は抑制気味である。
軌道は、運河の上に建設されている場所が多いため、橋脚にボートなどの船舶を繋留されてしまう場合があり、橋脚には「けい船禁止」の注意書きがある。道路橋などの上を走行する場合、橋脚あるいは跨線に「油が落ちることがあります」との注意書きがある。また、2011年2月4日に発生した変電所トラブルによる長時間の運行停止が発生した際に、運河の上に軌道があることで、この区間で列車が立ち往生した際に乗客を救出することが困難であるという問題点が浮き彫りとなった。さらに、同年3月11日の東日本大震災発生時には、津波が到達する危険があることから（東京湾一帯にも津波警報が発表されていた）警報が解除されるまで運河上の区間の安全確認ができず、運転再開まで長時間を要した。その後、対策として川崎重工業が開発したニッケル・水素蓄電池である「ギガセル」を変電所に設置し、停電時においても蓄電された電力で最寄駅まで運行することができるようにしている。

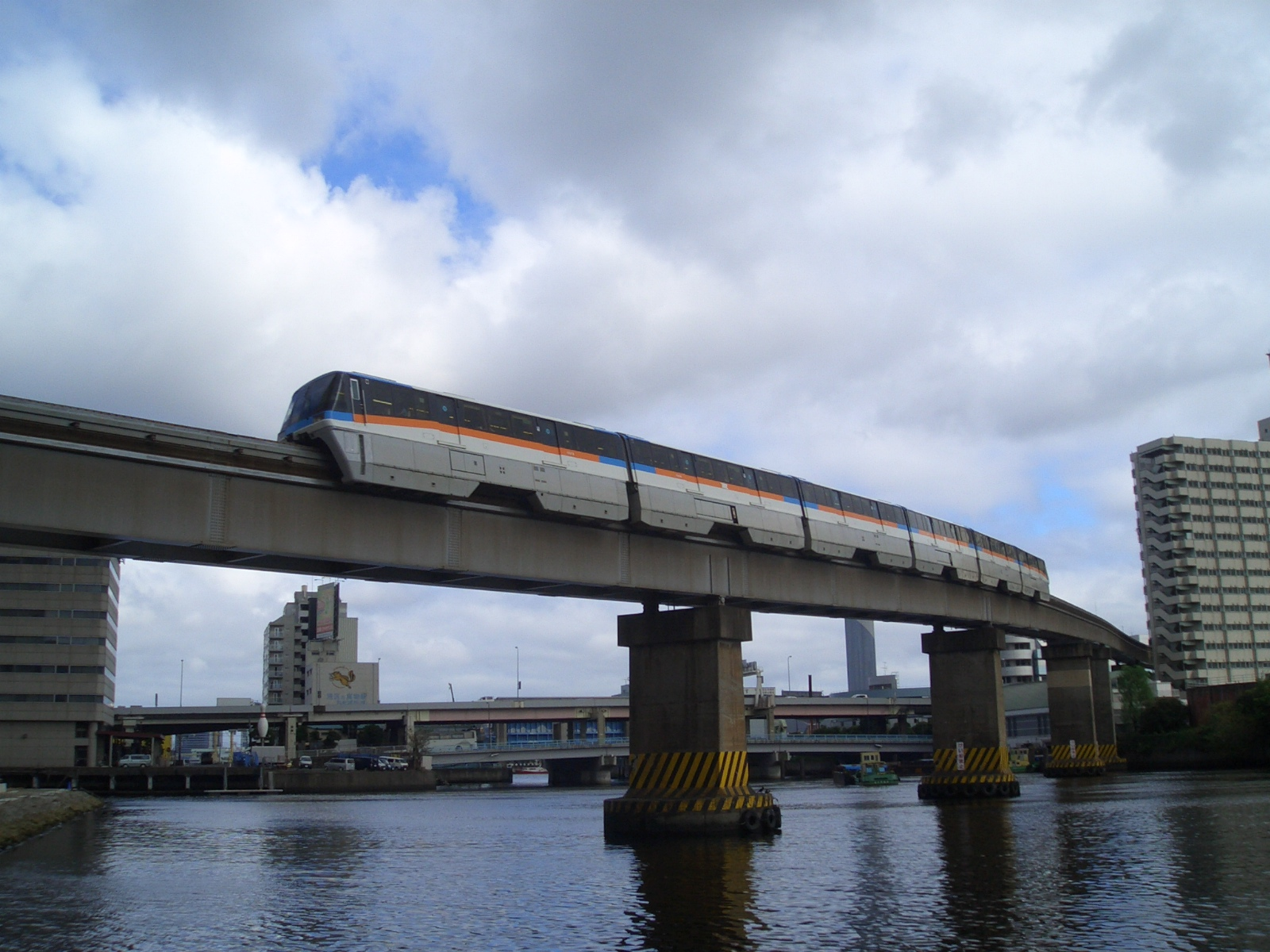
芝浦アイランド付近。橋脚に「けい船禁止」の注意書きがある。

## 路線データ
2023年4月1日現在
- 管轄（事業種別）：東京モノレール （第一種鉄道事業者）
- 路線距離（営業キロ）：17.8 km（うち、海老取川トンネル・羽田トンネル・羽田空港トンネルの延長 4.2 kmはトンネル部[2]）
- 方式：跨座式（アルウェーグ式）6両編成
- 駅数：11駅（起終点駅含む）
- 複線区間：全線（ただし、モノレール浜松町駅構内161 mは単線[2]）
- 電化方式：直流750 V（剛体複線式）
- 閉塞方式：車内信号閉塞式 (CS-ATC)
- 最高速度：80 km/h[3]
- 表定速度：普通44.5 km/h・区間快速50.9 km/h・空港快速56.5 km/h
- 輸送力：
  - ピーク（1時間片道）：平日8,700人
  - 終日：平日243,600人、土曜・休日229,680人

## 歴史
運営会社の東京モノレールは1959年（昭和34年）に大和観光株式会社として設立された。当初は新橋駅を起点として計画されており、大和観光から改称した日本高架電鉄は1961年（昭和36年）12月26日に羽田 - 新橋間の免許を取得しているが、用地確保の目処が立たず、やむなく浜松町駅をターミナルとしている。建設区間の短縮に伴い、浜松町 - 新橋間の免許を1966年（昭和41年）1月31日に失効させている。

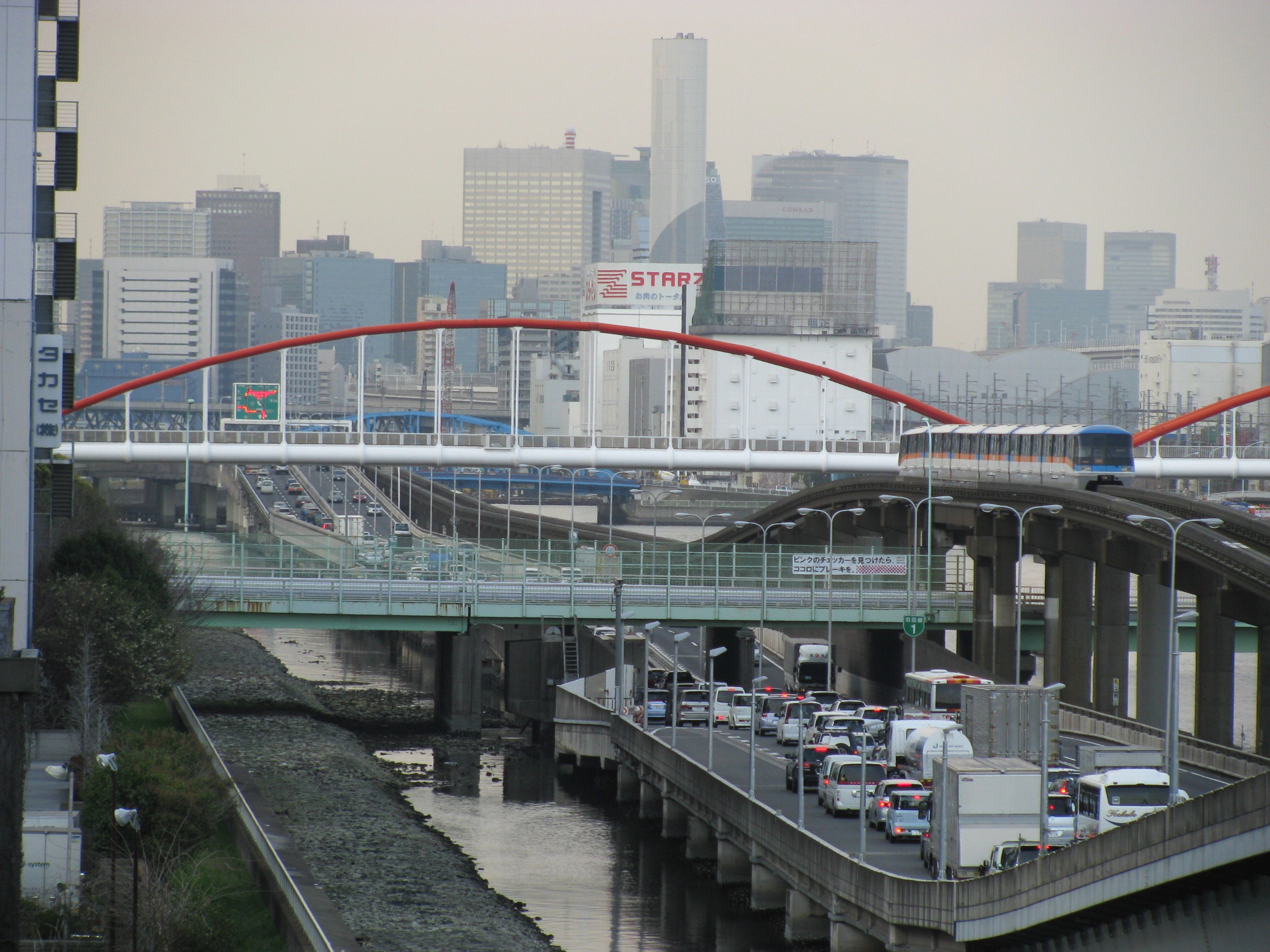
京浜運河上に建設された東京モノレール羽田空港線と首都高速1号羽田線（2010年4月3日）

また、1964年（昭和39年）の東京オリンピックに間に合わせるため、用地買収が不要な京浜運河の上に多くの区間が建設されるが、終夜の突貫工事が行われたため多大な工費がかかり、その後の経営の足かせとなった。
1964年（昭和39年）の開業当初は途中駅が全くなかったため、空港利用客以外の乗客がいなかった。また、国電の初乗りが20円、中型タクシーの初乗りが100円、週刊誌が50円だった当時にあって、運賃は片道250円・往復450円と高額だった。まだ旅客機利用や海外旅行が一般的でなかったこともあり、乗車率は20%台にとどまった。一時は利用者が1日当たり2,000人程度しかおらず、夜には一部区間で車内を消灯して夜景を楽しんでもらえるよう、デートコースとしていたこともあったという。
そこで、1966年（昭和41年）には40%という思い切った運賃の引き下げを行ったほか、乗客誘致策として空港見学客のための特別割引券を発行した。また、大井競馬場や当時存在していた大井オートレース場へのアクセスのための「大井競馬場前駅」、空港関係者のために「羽田整備場駅」と新駅を次々と設けたが、乗客は充分には増えず、経営に参画していた名古屋鉄道は早々に資本を引き上げて撤退、日立製作所は車両製造費などを回収できず、会社倒産の危機にさらされたこともあった。
抜本的な支援策として日立グループが新たに出資、1967年（昭和42年）に東京モノレールに日立運輸と西部日立運輸の2社が合併して「日立運輸東京モノレール株式会社」と社名を改め、会社再建にあたった。
その後、国際・国内空路の拡大と共に空港利用客は増加、首都高速道路の渋滞で路線バスやタクシーよりも速いとのイメージの定着から乗客は徐々に伸びていき、1970年代中頃には羽田空港へのアクセス路線として定着していった。経営も持ち直してきたこともあり、1981年には日立運輸100%出資で社名を「東京モノレール株式会社」として法人を分離、後にグループ内の日立物流（現・ロジスティード）へと経営が受け継がれた。
羽田空港が沖合へ展開していく事業が開始されると新ターミナルの建設も開始され、その際に東京モノレールは新ターミナルへのルートを考案した。旧・羽田駅から直進するルートや昭和島駅付近から短絡ルートを敷設する案も検討されていたが、結局、空港敷地の南側を経由するルートに決定した。
1998年（平成10年）、それまで空港の外れの位置までで直接空港内には乗り入れておらず、アクセス路線としてはほとんど機能していなかった京浜急行電鉄（京急）空港線が空港内に乗り入れてきた。さらに、京成電鉄や東京都交通局など5社局（当時）が相互乗り入れすることによって羽田空港と千葉県方面を結び、羽田 - 成田間の直通連絡特急（エアポート快特）の運転も開始した。そのため、浜松町でJR線と接続しているとはいえ広域で見た場合のネットワークにやや劣ることもあり、開通以降長らく続いてきた「羽田空港への唯一の軌道系公共交通機関」から一転、激しい競争にさらされることとなった。1997年（平成9年）に最高の6,500万人を達成した輸送人員が、京急乗り入れ後に3割減少した。
羽田発着の航空機の増加への対応や、京浜急行電鉄などとの競争のためには増発が必要になったが、ネックになったのは単線構造（頭端式ホーム2面1線）の浜松町駅で、改築が急務となった。東京モノレールや親会社の日立グループは大規模な投資が必要なため躊躇していたが、かねてから羽田空港アクセスに参入する意向を持っていた東日本旅客鉄道（JR東日本）と思惑が一致し、運営会社の日立物流は2001年（平成13年）に株式の70%を譲渡し、東京モノレールの経営権をJR東日本に移譲した。また、日立製作所はモノレールの生産・販売・サービスなどの旅客事業を発展させるため、株式の30%を取得している。
2002年（平成14年）に東京モノレールを子会社にしたJR東日本では次々と改善策を行った。まず、浜松町駅のJRコンコースから直接乗り換えができる（逆は不可→後に可能になる）新改札口「モノレール口」を設置し、京浜東北線の快速を浜松町駅に停車するようにした。また、ICカード乗車券「Suica」を導入し、東京モノレールは「モノレールSuica」を発行・運用開始し、すべての駅でSuicaを使用可能とした。さらに特別企画乗車券で「羽田空港駅から東京山手線内各駅への格安乗車券（モノレール&山手線内割引きっぷ）を発売」「ホリデー・パス（現：休日おでかけパス）を260円値上げし、東京臨海高速鉄道りんかい線と共に乗車できるよう変更」などの策を行った。
同年には全駅にホームドアを設置の上、ワンマン運転を当初予定より前倒しで開始し、2004年（平成16年）8月8日からは終日にわたって快速運転を開始した。同年12月1日には羽田空港第2旅客ターミナルの供用開始に伴い、羽田空港駅 - 羽田空港第2ビル駅（現：羽田空港第2ターミナル駅）が延伸開業し、同時に羽田空港駅が羽田空港第1ビル駅（現：羽田空港第1ターミナル駅）に改称された。
2007年（平成19年）3月18日には昭和島駅の待避線が完成して追い越し運転が可能となり、さらに空港アクセスの競争力強化が図られた。このダイヤ改正では「快速」を廃止して新たに「空港快速」と「区間快速」を運転開始し、速達性でも京急に対抗している。新しくできた2つの快速の英語表記は日本語表記の直訳ではなく、「空港快速」をHaneda Express、「区間快速」をRapidとしている。

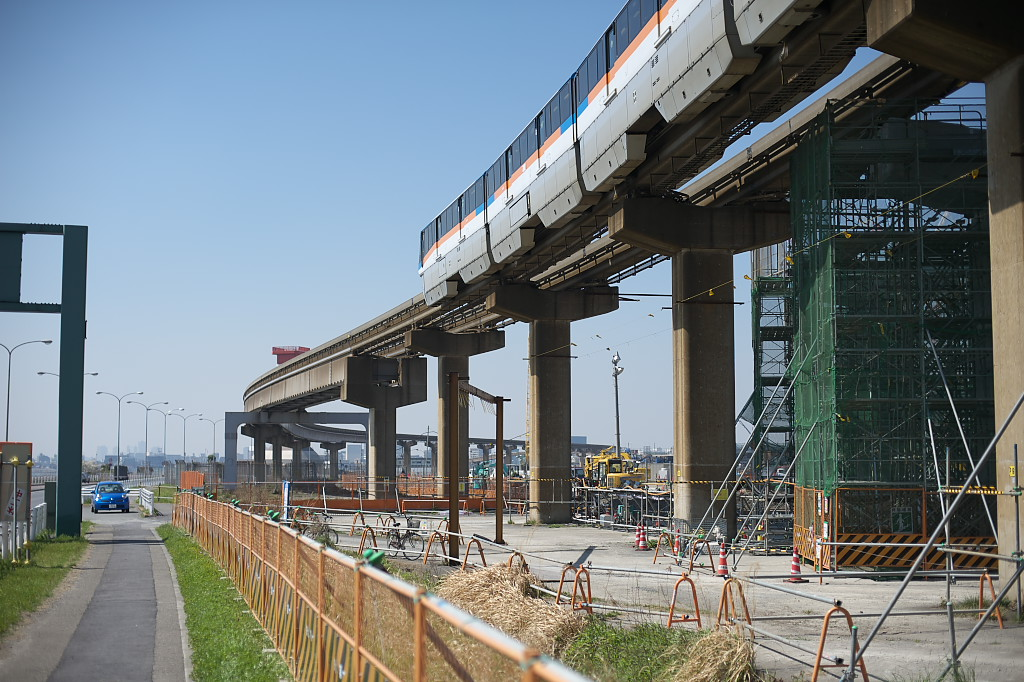
羽田空港国際線ビル駅（現：羽田空港第3ターミナル駅）の工事現場

羽田空港は、2010年（平成22年）10月31日に国際線の定期乗り入れを再開した。これに合わせて空港南側の環状八号線沿いに建設される新国際線ターミナル（現：第3ターミナル）に「羽田空港国際線ビル駅」（現：羽田空港第3ターミナル駅）が設置されることになり、同年4月11日より天空橋 - 新整備場間の軌道の一部が新ターミナル敷地内へ移設され、10月21日に駅が開業した。なお、同地には京急空港線にも新駅「羽田空港国際線ターミナル駅」（現：羽田空港第3ターミナル駅）が同日に設置された。
2014年（平成26年）9月には開業50周年を迎え、累計輸送人員は18億人に達した。

### 年表
- 1962年（昭和37年）
  - 5月 - モノレール路線乗り入れを含む首都高速1号線海老取川トンネル（首都高速側の名称は羽田トンネル）着工[16]。
  - 12月26日 - 日立製作所と羽田空港-浜松町間13.1 kmの基本請負契約を締結[16]。
- 1963年（昭和38年）5月1日 - 品川埠頭未竣工埋立地にて起工式開催[16][17]。
- 1964年（昭和39年）
  - 4月 - 車両搬入開始[16]。
  - 4月22日 - 京浜3区埋立地にて試運転開始[16][18]。
  - 9月16日 - モノレール浜松町駅にて竣工・開通式開催[16]。
  - 9月17日 - 東京モノレール羽田線モノレール浜松町駅 - （旧）羽田駅間開業。開業当時は途中駅なしで[4]、昭和島信号所・穴守信号所の2信号所を設置。穴守信号所 - （旧）羽田駅間及びモノレール浜松町駅ホーム部は単線、残りは複線[19]。
- 1965年（昭和40年）5月27日 - 大井競馬場前駅開業[20]（当時は開催日の昼間時のみ営業の臨時駅）。
- 1966年（昭和41年）
  - 1月 - 浜松町-新橋間の路線免許を返上[16]。
  - 4月 - 国鉄浜松町駅とモノレール浜松町駅間の連絡跨線橋完成[16]（南口へ設置）。
- 1967年（昭和42年）
  - 3月20日 - 羽田整備場駅（現・整備場駅）開業[20]。
  - 6月1日 - 大井競馬場前駅を通年営業の常設駅とする[21]。
- 1969年（昭和44年）
  - 5月 - 500形導入[22]。
  - 12月15日 - 新平和島駅開業[20]。
- 1972年（昭和47年）1月8日 - 新平和島駅を流通センター駅に改称[23]。
- 1977年（昭和52年）7月 - 600形導入[22]。
- 1980年（昭和55年）
  - 8月 - 羽田空港沖合展開事業に向け「羽田プロジェクト委員会」を設置。新ターミナルへの延伸案として、羽田駅から地下1.8 km直進し延伸するA案・流通センターから分岐し湾岸道路と並行し3.75 km延伸するB案・羽田トンネル入り口から分離し空港施設を迂回し一部高架とするC案の3案を計画、その後C案に決定[16]。
- 1982年（昭和57年）7月15日 - 700形導入[16]
- 1983年（昭和58年）7月15日 - 全列車6両運転化を開始[16][24]。
- 1985年（昭和60年）
  - 2月7日 - 昭和島信号所を格上げし、昭和島駅開業[20]。
  - 7月24日 - 羽田整備場駅 - 新東ターミナル駅間の路線延伸免許交付[16]。
  - 9月19日 -　沖合延伸線羽田整備場駅 - 新西ターミナル駅間一次分割工事施工認可[16]。
- 1988年（昭和63年）
  - 3月17日 - 沖合延伸線新西ターミナル駅 - 新東ターミナル駅間工事施工認可[16]。
  - 10月25日 - 羽田一丁目穴守橋付近にて延伸工事起工式開催[16]。
- 1989年（平成元年）7月 - 1000形導入[22]。
- 1992年（平成4年）6月19日 - 天王洲アイル駅開業[20][25]。信号保安システムをATSからATCへ変更。
- 1993年（平成5年）
  - 9月26日 - 羽田整備場駅 - （旧）羽田駅間 (1.2 km) がこの日の営業をもって廃止[26]。羽田整備場駅 - 穴守信号所間の地点（現在の空港施設第2綜合ビル西側）で線路切り替え。（旧）羽田駅15時24分発で営業を終了し、以降はバス代行輸送[27]。
  - 9月27日 - 羽田整備場駅を整備場駅に改称[20]。羽田空港旅客ターミナル移転に伴い、整備場駅 - 羽田空港駅間 (5.1 km) 開業[20]。（新）羽田駅、新整備場駅、羽田空港駅開業[28]。穴守信号所廃止。羽田駅で京急空港線と連絡開始。
- 1997年（平成9年）8月7日 - 2000形導入[22][29]。この年に最高輸送人員6,500万人を達成。
- 1998年（平成10年）11月18日 - 京急空港線の羽田空港駅延伸開業に伴い、羽田駅を天空橋駅に改称[20]。
- 2000年（平成12年）9月 - 全駅への自動改札機導入完了[16]。
- 2002年（平成14年）
  - 4月21日 - モノレールSuicaを導入し、JR東日本と相互利用開始。
  - 8月20日 - 全駅でホームドア使用開始[30]。
  - 9月28日 - ワンマン運転開始[31][20]。
  - 11月 - 羽田空港駅-羽田空港第2ビル駅間工事計画変更認可取得、延伸工事着手。
- 2003年（平成15年）7月19日 - JR浜松町駅構内とモノレール中央口改札口を結ぶ連絡跨線橋（モノレール口改札）完成。土曜・休日に「快速」を運行開始。
- 2004年（平成16年）
  - 4月1日 - 「快速」を平日夜にも運行開始[32]。
  - 8月8日 - 「快速」が終日運行となる[33][11]。
  - 12月1日 - 羽田空港第2ターミナルビルの供用開始に伴い、羽田空港駅 - 羽田空港第2ビル駅間が延伸開通[12][20]。同時に羽田空港駅を羽田空港第1ビル駅に改称[12][20]。
- 2006年（平成18年）8月1日 - JR東日本ポケモンスタンプラリーにあわせて「ポケモンモノレール」を20日まで運行[34]。以後も運行[35]。
- 2007年（平成19年）
  - 3月18日 - 昭和島駅待避線使用開始[14]。「快速」を廃止し、「空港快速」と「区間快速」を運行開始[13][14]。
  - 9月 - 羽田空港国際線ビル駅建設に向け鉄道施設変更認可を取得[16]。
  - 10月4日 - 羽田空港国際線ビル駅起工式開催[16]。
- 2010年（平成22年）
  - 4月11日 - 新駅建設工事に伴い、天空橋駅 - 新整備場駅間の経路を一部変更[36]。
  - 10月21日 - 羽田空港国際線ビル駅が開業[37]。同時に路線名を東京モノレール羽田空港線に改称。同日よりジャパンレールパスでの乗車が可能となる[38]。
- 2014年（平成26年）7月18日 - 2000形以来17年ぶりとなる新型車両10000形の営業運転開始[39]。
- 2020年（令和2年）
  - 3月14日 - 空港ターミナル名称変更に伴い、以下のように駅名改称[40]。
    - 羽田空港国際線ビル駅 → 羽田空港第3ターミナル駅
    - 羽田空港第2ビル駅 → 羽田空港第2ターミナル駅
    - 羽田空港第1ビル駅 → 羽田空港第1ターミナル駅

  - 9月14日 - サンリオのリトルツインスターズ（キキララ）のラッピング車両が運行開始[41]。2021年11月29日に2本目を運行開始。
- 2021年（令和3年）3月13日 - 「区間快速」が早朝の上り1本のみの設定となる。
- 2022年（令和4年）11月7日 - 「区間快速」が平日9時台に下り1本設定。

## 運行形態

### 現行の列車種別
2025年現在、東京モノレール羽田空港線では、以下の4種別（定期3種別、臨時1種別）の列車が運行されている。日本国内のモノレールで通過駅を持つ定期列車を運行する路線は当線のみである。

#### 定期の列車種別
■空港快速 (Haneda Express)
モノレール浜松町駅 - 羽田空港第2ターミナル駅間を約18分で結ぶ最も速い種別。2007年3月18日のダイヤ改正より、従来の快速に代わる形で臨時快速・区間快速とともに運行開始した。停車駅はモノレール浜松町駅・羽田空港第3ターミナル駅・羽田空港第1ターミナル駅・羽田空港第2ターミナル駅の4駅のみで、浜松町と羽田空港を結ぶ役割に徹している。ほぼすべての列車が昭和島駅で普通列車を追い抜く。
大井競馬場でGⅠ・JpnⅠ競走が行われる日に限り、レース終了時刻に合わせて一部の空港快速が大井競馬場前駅へ臨時停車をすることがある。そのほか、年末年始・大型連休など利用客が多く見込まれる日に特別ダイヤを組んだり、臨時の空港快速を運転することがある。
競合する京急線の速達列車と比較すると、京急には羽田空港 - 都心部間に途中停車駅の少ない快特・エアポート快特があるが、交互に日中20分間隔での運行となっており、空港快速が日中10分間隔で運行される東京モノレールの方が運行本数が多い。
また2025年4月19日から20日にかけて行われる山手線田町駅付近での線路切り替え工事に伴い、2025年4月20日に限り始発 - 12時頃まで、りんかい線の振替輸送も兼ねることから、該当時間帯の空港快速が天王洲アイル駅に臨時停車する。
■区間快速 (Rapid)
モノレール浜松町駅 - 羽田空港第2ターミナル駅間を約21分で結ぶ種別。2007年3月18日のダイヤ改正より、従来の快速に代わる形で空港快速・臨時快速とともに運行開始した。停車駅はモノレール浜松町駅・天王洲アイル駅・大井競馬場前駅・流通センター駅・羽田空港第3ターミナル駅・羽田空港第1ターミナル駅・羽田空港第2ターミナル駅の7駅。浜松町と羽田空港を結ぶ役割に加え、天王洲アイル（および接続するりんかい線を介して東京臨海副都心方面）や大井競馬場といった行楽スポットへの輸送も担っている。先行する普通列車を追い抜くことはなく、後続の空港快速に追い抜かれることもない。
ただし、特別ダイヤで普通列車を追い抜いたことがある。2011年3月15日は平日（火曜日）であったが、東日本大震災による電力危機を理由とした東京電力の「計画停電」に伴い、土曜・休日ダイヤで運転された。その際に朝方の羽田空港方面行は天王洲アイル・流通センター両駅の降車客が多いことを考慮して空港快速が区間快速に変更されて運転された。これに伴い、本来なら普通列車を追い抜かない区間快速が昭和島駅で普通列車を追い抜くダイヤで運転された。
2021年3月ダイヤ改正での減便により、定期列車は羽田空港第2ターミナル5時11分発の上り初電のみとなっていたが、2022年11月7日のダイヤ改正により、平日9時台に下り1本が空港快速からの格下げにより復活し、2024年3月16日ダイヤ改正時点では平日下り4本・上り7本、土休日下り1本・上り2本となっている。
■普通 (Local)
モノレール浜松町駅 - 羽田空港第2ターミナル駅間を約24分（昭和島駅で空港快速の通過待ちを行う場合は約26分）で結ぶ種別。すべての駅に停車する。日中はすべての列車が昭和島駅で空港快速の通過待ちを行う。日中の本数は少ないが、朝と平日の夕方ラッシュ時は空港快速や区間快速の本数が少ない分、普通列車の本数が多い。
1992年6月18日までは、昭和島駅を通過する普通列車も存在した。
ほぼすべての列車がモノレール浜松町駅 - 羽田空港第2ターミナル駅間を通しで運転するが、昭和島駅に車庫がある関係で、早朝に流通センター発モノレール浜松町行、深夜にモノレール浜松町発昭和島行の区間運転列車が数本設定されている。

#### 臨時の列車種別
■臨時快速 (Special Rapid)
モノレール浜松町駅 - 羽田空港第2ターミナル駅間を約19分で結ぶ種別。2007年3月18日のダイヤ改正より、従来の快速に代わる形で空港快速・区間快速とともに運行開始した。停車駅はモノレール浜松町駅・（天王洲アイル駅）・（大井競馬場前駅）・（流通センター駅）・羽田空港第3ターミナル駅・羽田空港第1ターミナル駅・羽田空港第2ターミナル駅の5駅（括弧付きの駅には列車によりいずれか1駅に停車）。なお、2009年以前は羽田空港第1ターミナル駅を通過するタイプも存在した。定期ダイヤでは運転されないが、後述の「初日の出」が運転される場合や、沿線でイベントが開催される日に、その最寄駅に一部の空港快速が臨時停車する形で運転される場合がある。そのため、駅の案内表示では「空港快速」だが、車両行先表示や車内自動放送および車内案内表示器（LCD）は臨時快速運転に対応している。ただし、臨時快速表示に対応していない車両が充当される場合は空港快速表示で運転される。
天王洲アイル駅停車タイプ
後述する「初日の出」の一部列車が同駅に臨時停車する。また山手線田町駅付近での線路切り替え工事に伴い、2025年4月20日に限り始発 - 12時頃まで、りんかい線の振替輸送も兼ねることから、該当時間帯の空港快速は同駅に臨時停車する。
大井競馬場前駅停車タイプ
大井競馬場でイベントが行われる日に限り、イベント開催時刻に合わせて、定期の空港快速が同駅に臨時停車する。
流通センター駅停車タイプ
東京流通センターでイベントが行われる日に限り、イベント開催時刻に合わせて、定期の空港快速が同駅に臨時停車する。

#### 臨時列車
「初日の出」
毎年1月1日の早朝に羽田空港から初日の出フライト搭乗客、並びに展望デッキで初日の出を鑑賞する旅客を輸送する目的で運転される臨時列車。2007年1月1日運転分は快速扱い、2008年1月1日運転分以降は空港快速または臨時快速扱いで運転される。
2007年1月1日運転分では下り3本・上り2本が運転されたが、全列車羽田空港第1ビル駅（現：羽田空港第1ターミナル駅）を通過していた。
2009年1月1日運転分では上り1本のみ羽田空港第1ビル駅を通過していた。
2020年1月1日運転分では3本（下り2本・上り1本）とも空港快速扱いでの運転になり、下り1本のみあった天王洲アイル駅停車列車は消滅している。
2021年1月1日運転分では下り1本（空港快速扱い）のみの運転となった。
2022年1月1日運転分では下り2本（空港快速扱い）が運転された。
2023年1月1日運転分では下り2本・上り1本（空港快速扱い）が運転された。
2024年1月1日運転分では下り2本・上り1本（空港快速扱い）が運転された。
2025年1月1日運転分では下り2本・上り1本（空港快速扱い）が運転される。

### 過去の列車種別
■快速 (Rapid)
モノレール浜松町駅 - 羽田空港第2ビル駅（現：羽田空港第2ターミナル駅）間を約19分で結ぶ種別。
2000年8月9日時点では、繁忙期に運転される臨時列車で、1往復（モノレール浜松町駅5時00分発、羽田空港駅〈現：羽田空港第1ターミナル駅〉5時17分着。羽田空港駅23時50分発、モノレール浜松町駅24時08分着）のみ運転され、途中駅無停車であった（ただし、時期によっては天王洲アイル駅に停車する場合もあった）。当時は昭和島駅に待避設備がなかったため、先行の普通を追い越すことはなかった。
2001年12月8日のダイヤ改正で上り列車が定期列車となった。
2003年7月19日から土休日のみ上り4本増発し計5本となり、上り列車のみ途中停車駅に天王洲アイル駅が追加された。
2004年4月1日から平日でも上り4本増発し計5本となった。
2004年8月8日から終日運行（日中毎時2本）されるようになり、下り列車に関しても途中停車駅に天王洲アイル駅が追加された。
2004年12月1日の羽田空港第2ビル駅（現：羽田空港第2ターミナル駅）開業後に設定される臨時列車は、羽田空港第1ビル駅（現：羽田空港第1ターミナル駅）を通過する場合もあった。
2005年4月29日から土休日のみ日中毎時3本に増発された。
2007年3月18日から昭和島駅待避線完成に伴い、新設された空港快速・臨時快速・区間快速と入れ替わる形で廃止された。

### 運行パターン
2021年3月13日以降の運転間隔は、平日朝ラッシュはピーク時は普通のみが4分間隔。日中（平日・土休日とも）は空港快速・普通それぞれが10分ごととなっている。
| 種別＼駅名     | 種別＼駅名 | モノレール浜松町駅 | …    | 羽田空港第２ターミナル駅 |
| -------------- | ---------- | ------------------ | ---- | ------------------------ |
| 平日朝ラッシュ | 普通       | 15本               | 15本 | 15本                     |
| 日中           | 空港快速   | 6本                | 6本  | 6本                      |
| 日中           | 普通       | 6本                | 6本  | 6本                      |

2021年3月12日以前の運転間隔は、平日朝ラッシュはピーク時は普通のみが3分20秒間隔。日中（平日・土休日とも）は空港快速・区間快速・普通それぞれが12分ごととなっていた。
| 種別＼駅名     | 種別＼駅名 | モノレール浜松町駅 | …    | 羽田空港第２ターミナル駅 |
| -------------- | ---------- | ------------------ | ---- | ------------------------ |
| 平日朝ラッシュ | 普通       | 18本               | 18本 | 18本                     |
| 日中           | 空港快速   | 5本                | 5本  | 5本                      |
| 日中           | 区間快速   | 5本                | 5本  | 5本                      |
| 日中           | 普通       | 5本                | 5本  | 5本                      |

なお、ゴールデンウィークや年末年始には、土休日ダイヤを基本にした特別ダイヤが組まれ、空港快速と普通の増発を行ない、空港快速をほぼ終日運転する。それに対して、区間快速の運転本数は日中1時間あたり3本（※2019年12月28日 - 2020年1月5日の期間は日中毎時1本のみ）となる。特別ダイヤを実施する際は、予め東京モノレールのホームページに掲載される。

### 停車駅の変遷
現行の停車駅については、駅一覧を参照。
| 東京モノレール羽田空港線停車駅の変遷 |                |                          |                |          |          |            |          |                          |            |                          |                          |   |   |
| ●：停車 ○：一部停車 ◀：上りのみ停車 ▶：下りのみ停車 ※：特定日のみ停車 ─：通過 ×・空白：未開業・廃止 |                |                          |                |          |          |            |          |                          |            |                          |                          |   |   |
| \| \| \| 東京モノレール羽田空港線 [注 1] \| 東京モノレール羽田空港線 [注 1] \| 東京モノレール羽田空港線 [注 1] \| 東京モノレール羽田空港線 [注 1] \| 東京モノレール羽田空港線 [注 1] \| 東京モノレール羽田空港線 [注 1] \| 東京モノレール羽田空港線 [注 1] \| 東京モノレール羽田空港線 [注 1] \| 東京モノレール羽田空港線 [注 1] \| 東京モノレール羽田空港線 [注 1] \| 東京モノレール羽田空港線 [注 1] \| 東京モノレール羽田空港線 [注 1] \| \| MO 01 \| MO 02 \| MO 03 \| MO 04 \| MO 05 \| MO 06 \| \| MO 07 \| MO 08 \| MO 09 \| MO 10 \| MO 11 \| \| \| \| モノレール浜松町駅 \| 天王洲アイル駅 \| 大井競馬場前駅 \| 流通センター駅 [注 2] \| 昭和島駅 [注 3] \| 整備場駅 [注 4] \| 穴守信号所 [注 5] \| 天空橋駅 [注 6] \| 羽田空港第３ターミナル駅 [注 7] \| 新整備場駅 \| 羽田空港第１ターミナル駅 [注 8] \| 羽田空港第２ターミナル駅 [注 9] \| \| \| \| ---------------------------------------------------------------------------------------------------------------------------------------------------------------------------------------------------------------------------------------------------------------------------------------------------------------------------------------------------------------------------------------------------------------------------------------------------------------------- \| -------------- \| ------------------------------- \| ------------------------------- \| ------------------------------- \| ------------------------------- \| ------------------------------- \| ------------------------------- \| ------------------------------- \| ------------------------------- \| ------------------------------- \| ------------------------------- \| ------------------------------- \| ------------------------------- \| \| 1964年9月17日- \| 普通 \| ● \| × \| × \| × \| ─ \| × \| ─ \| ● \| \| \| \| \| \| 1965年5月17日- \| 普通 \| ● \| × \| ※ \| × \| ─ \| × \| ─ \| ● \| \| \| \| \| \| 1967年3月20日- \| 普通 \| ● \| × \| ※ \| × \| ─ \| ● \| ─ \| ● \| \| \| \| \| \| 1967年6月1日- \| 普通 \| ● \| × \| ● \| × \| ─ \| ● \| ─ \| ● \| \| \| \| \| \| 1969年12月5日- \| 普通 \| ● \| × \| ● \| ● \| ─ \| ● \| ─ \| ● \| \| \| \| \| \| 1985年2月7日- \| 普通 \| ● \| × \| ● \| ● \| ○ \| ● \| ─ \| ● \| \| \| \| \| \| 1992年6月19日- \| 普通 \| ● \| ● \| ● \| ● \| ● \| ● \| ─ \| ● \| \| \| \| \| \| 1993年9月27日- \| 普通 \| ● \| ● \| ● \| ● \| ● \| ● \| × \| ● \| × \| ● \| ● \| \| \| 2001年12月8日- \| 快速 \| ● \| ─ \| ─ \| ─ \| ─ \| ─ \| × \| ─ \| × \| ─ \| ● \| \| \| 2001年12月8日- \| 普通 \| ● \| ● \| ● \| ● \| ● \| ● \| × \| ● \| × \| ● \| ● \| \| \| 2003年7月19日- \| 快速 \| ● \| ◀ \| ─ \| ─ \| ─ \| ─ \| × \| ─ \| × \| ─ \| ● \| \| \| 2003年7月19日- \| 普通 \| ● \| ● \| ● \| ● \| ● \| ● \| × \| ● \| × \| ● \| ● \| \| \| 2004年8月8日- \| 快速 \| ● \| ● \| ─ \| ─ \| ─ \| ─ \| × \| ─ \| × \| ─ \| ● \| \| \| 2004年8月8日- \| 普通 \| ● \| ● \| ● \| ● \| ● \| ● \| × \| ● \| × \| ● \| ● \| \| \| 2004年12月1日- \| 快速 \| ● \| ● \| ─ \| ─ \| ─ \| ─ \| × \| ─ \| × \| ─ \| ● \| ● \| \| 2004年12月1日- \| 普通 \| ● \| ● \| ● \| ● \| ● \| ● \| × \| ● \| × \| ● \| ● \| ● \| \| 2007年3月18日- \| 空港快速 \| ● \| ─ \| ─ \| ─ \| ─ \| ─ \| × \| ─ \| × \| ─ \| ● \| ● \| \| 2007年3月18日- \| 臨時快速 \| ● \| ○ \| ─ \| ─ \| ─ \| ─ \| × \| ─ \| × \| ─ \| ○ \| ● \| \| 2007年3月18日- \| 区間快速 \| ● \| ● \| ● \| ● \| ─ \| ─ \| × \| ─ \| × \| ─ \| ● \| ● \| \| 2007年3月18日- \| 普通 \| ● \| ● \| ● \| ● \| ● \| ● \| × \| ● \| × \| ● \| ● \| ● \| \| 2010年10月21日- \| 空港快速 \| ● \| ─ \| ─ \| ─ \| ─ \| ─ \| × \| ─ \| ● \| ─ \| ● \| ● \| \| 2010年10月21日- \| 臨時快速 \| ● \| ○ \| ○ \| ○ \| ─ \| ─ \| × \| ─ \| ● \| ─ \| ● \| ● \| \| 2010年10月21日- \| 区間快速 \| ● \| ● \| ● \| ● \| ─ \| ─ \| × \| ─ \| ● \| ─ \| ● \| ● \| \| 2010年10月21日- \| 普通 \| ● \| ● \| ● \| ● \| ● \| ● \| × \| ● \| ● \| ● \| ● \| ● \| \| 1. ↑ 2010年10月20日までは東京モノレール羽田線。 2. ↑ 1972年1月7日までは新平和島駅。 3. ↑ 1985年2月6日までは昭和島信号所。 4. ↑ 1993年9月26日までは羽田整備場駅。 5. ↑ 複線・単線切り替え地点として運用。 6. ↑ 1998年11月17日までは羽田駅。1993年9月26日までは空港旧ターミナル直下（現：廃止）。 7. ↑ 2020年3月13日までは羽田空港国際線ビル駅。 8. ↑ 2004年11月30日までは羽田空港駅、2020年3月13日までは羽田空港第1ビル駅。 9. ↑ 2020年3月13日までは羽田空港第2ビル駅。 \| \| \| \| \| \| \| \| \| \| \| \| \| \| |                |                          |                |          |          |            |          |                          |            |                          |                          |   |   |
| |                | 東京モノレール羽田空港線 |                |          |          |            |          |                          |            |                          |                          |   |   |
| MO 01 | MO 02          | MO 03                    | MO 04          | MO 05    | MO 06    |            | MO 07    | MO 08                    | MO 09      | MO 10                    | MO 11                    |   |   |
| モノレール浜松町駅 | 天王洲アイル駅 | 大井競馬場前駅           | 流通センター駅 | 昭和島駅 | 整備場駅 | 穴守信号所 | 天空橋駅 | 羽田空港第３ターミナル駅 | 新整備場駅 | 羽田空港第１ターミナル駅 | 羽田空港第２ターミナル駅 |   |   |
| 1964年9月17日- | 普通           | ●                        | ×              | ×        | ×        | ─          | ×        | ─                        | ●          |                          |                          |   |   |
| 1965年5月17日- | 普通           | ●                        | ×              | ※        | ×        | ─          | ×        | ─                        | ●          |                          |                          |   |   |
| 1967年3月20日- | 普通           | ●                        | ×              | ※        | ×        | ─          | ●        | ─                        | ●          |                          |                          |   |   |
| 1967年6月1日- | 普通           | ●                        | ×              | ●        | ×        | ─          | ●        | ─                        | ●          |                          |                          |   |   |
| 1969年12月5日- | 普通           | ●                        | ×              | ●        | ●        | ─          | ●        | ─                        | ●          |                          |                          |   |   |
| 1985年2月7日- | 普通           | ●                        | ×              | ●        | ●        | ○          | ●        | ─                        | ●          |                          |                          |   |   |
| 1992年6月19日- | 普通           | ●                        | ●              | ●        | ●        | ●          | ●        | ─                        | ●          |                          |                          |   |   |
| 1993年9月27日- | 普通           | ●                        | ●              | ●        | ●        | ●          | ●        | ×                        | ●          | ×                        | ●                        | ● |   |
| 2001年12月8日- | 快速           | ●                        | ─              | ─        | ─        | ─          | ─        | ×                        | ─          | ×                        | ─                        | ● |   |
| 2001年12月8日- | 普通           | ●                        | ●              | ●        | ●        | ●          | ●        | ×                        | ●          | ×                        | ●                        | ● |   |
| 2003年7月19日- | 快速           | ●                        | ◀              | ─        | ─        | ─          | ─        | ×                        | ─          | ×                        | ─                        | ● |   |
| 2003年7月19日- | 普通           | ●                        | ●              | ●        | ●        | ●          | ●        | ×                        | ●          | ×                        | ●                        | ● |   |
| 2004年8月8日- | 快速           | ●                        | ●              | ─        | ─        | ─          | ─        | ×                        | ─          | ×                        | ─                        | ● |   |
| 2004年8月8日- | 普通           | ●                        | ●              | ●        | ●        | ●          | ●        | ×                        | ●          | ×                        | ●                        | ● |   |
| 2004年12月1日- | 快速           | ●                        | ●              | ─        | ─        | ─          | ─        | ×                        | ─          | ×                        | ─                        | ● | ● |
| 2004年12月1日- | 普通           | ●                        | ●              | ●        | ●        | ●          | ●        | ×                        | ●          | ×                        | ●                        | ● | ● |
| 2007年3月18日- | 空港快速       | ●                        | ─              | ─        | ─        | ─          | ─        | ×                        | ─          | ×                        | ─                        | ● | ● |
| 2007年3月18日- | 臨時快速       | ●                        | ○              | ─        | ─        | ─          | ─        | ×                        | ─          | ×                        | ─                        | ○ | ● |
| 2007年3月18日- | 区間快速       | ●                        | ●              | ●        | ●        | ─          | ─        | ×                        | ─          | ×                        | ─                        | ● | ● |
| 2007年3月18日- | 普通           | ●                        | ●              | ●        | ●        | ●          | ●        | ×                        | ●          | ×                        | ●                        | ● | ● |
| 2010年10月21日- | 空港快速       | ●                        | ─              | ─        | ─        | ─          | ─        | ×                        | ─          | ●                        | ─                        | ● | ● |
| 2010年10月21日- | 臨時快速       | ●                        | ○              | ○        | ○        | ─          | ─        | ×                        | ─          | ●                        | ─                        | ● | ● |
| 2010年10月21日- | 区間快速       | ●                        | ●              | ●        | ●        | ─          | ─        | ×                        | ─          | ●                        | ─                        | ● | ● |
| 2010年10月21日- | 普通           | ●                        | ●              | ●        | ●        | ●          | ●        | ×                        | ●          | ●                        | ●                        | ● | ● |
| 1. 2. 3. 4. 5. 6. 7. 8. 9. |                |                          |                |          |          |            |          |                          |            |                          |                          |   |   |

## 今後の予定

### 浜松町駅拡張

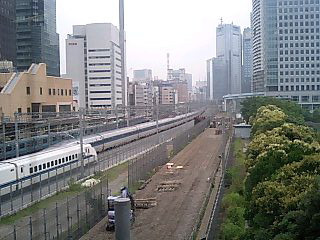
中央の空き地が新駅建設計画もあった旧東海道貨物線線路跡

都心のターミナルである浜松町駅の整備計画が2009年6月に東京モノレールから国土交通省に報告された。開業から45年間そのままだった軌道1本（単線）構造の現在の駅施設をホーム2面・軌道2本（複線）に改良するというものである。概算事業費は約260億円で、地元協議から設計を経て工事が終了するまで約6年半と見込んでいる。これにより1時間当たりの最大運転本数を現在の18本から24本に増やす計画である。同時に後述の新橋延長に対応した構造となる。当初はJR線路の東側に移転することも検討されたが、コスト面などの理由で現在の場所にある駅の拡張にとどまった。なお、当初の移転先にはJR東日本の北口新駅舎が建設される計画がある。
そして、2012年10月、株式会社世界貿易センタービルディング、東京モノレール、JR東日本の3社は東京都に対して「浜松町二丁目4地区」の都市計画の提案を行ったことを発表した。これによると、交通結節機能の強化としてJR・モノレール駅改良、JR・モノレールと地下鉄をつなぐ縦動線（ステーションコア）の整備、バスターミナル、タクシープール、都市計画駐車場と荷捌き・自動二輪駐車場の整備などが計画されているが、モノレール軌道の複線化については具体的な記述はない。2013年2月6日の建設通信新聞によれば、JR東日本の2月社長定例会見で、世界貿易センターの建て替えを含む浜松町駅西口周辺開発に合わせて、JRとモノレールを対象とする駅全体の改築を計画していることを明らかにした。「周辺の臨海部の開発によって駅利用者が増え、やや手狭になっている。利便性向上や駅の価値を高めるためにも、ぜひこの機会に両駅を新しいものに造り変えたい」と意欲を示した。同年4月の時点でボーリング調査が始まっている。2009年のモノレール駅拡張計画は世界貿易センターが存続していることが前提だったが、ビル本体が建て替えになったため、計画変更も余儀なくされている。

### 新橋・東京延伸計画
2002年1月、親会社のJR東日本が長期計画として、東京モノレールを浜松町（新駅）より新橋駅に延長する計画を発表、日本経済新聞に掲載された。路線の用地取得問題に関しては、JR線上空を使用することで目処がついている。ただし、途中のルートはおろか、新橋駅の設置場所や、途中駅を設けるかについては明らかにされていない。駅用地は、ゆりかもめ新橋駅付近などが候補に挙がっている。また新橋への延伸工事の着工は、羽田空港国際線ビル駅（現：羽田空港第3ターミナル駅）の建設と浜松町駅の拡張工事が完了してからになるようである。
2010年9月には、新橋駅もしくは東京駅に延伸するため本格的な検討に入ったと、東京新聞が報じている。延伸が検討された理由は、浜松町駅に乗り入れている路線が限られており、JRと東京モノレールを利用して成田空港から羽田空港に移動すると乗り換えが2回必要であるため、競合する他の交通機関に劣ることである。東京駅に延伸した場合、成田エクスプレスと直接乗り換えが可能となり、新橋駅延伸でも同駅を成田エクスプレス停車駅に変更することで、いずれの場合も乗り換えが1回で済み、移動時間が短縮される。東京駅に延伸した場合、試算では1,000億円超かかり、新橋駅の場合では駅建設を除く費用は1/3に、工期も早ければ数年程度で完成できるとしている。
2013年2月、JR東日本の社長定例記者会見で、浜松町駅西口周辺開発に合わせて、JRとモノレールを対象とする駅全体の改築を計画していることを明らかにしたが、モノレールの東京駅への延伸構想については、工期やコストなどの観点から、現時点での事業化は難しいとの考えを示した。しかし、引き続き検討を進めていきたいとしている。
一方で、2013年11月には、JR東日本が田町駅から営業休止中の東海道貨物線を活用して羽田空港へ向かう鉄道路線（羽田空港アクセス線）について整備の検討に入ったと報じられた。2014年8月、JR東日本が国土交通省交通政策審議会の東京圏における今後の都市鉄道のあり方に関する小委員会で明らかにした計画では、田町駅付近で東海道本線・上野東京ラインに乗り入れる「東山手ルート」、大井町駅付近でりんかい線・埼京線に乗り入れる「西山手ルート」、東京テレポート駅でりんかい線に乗り入れる「臨海部ルート」の3ルートを建設するとしている。
2014年1月の産経新聞インタビューによれば、JR東日本社長の冨田哲郎は「日本経済、東京という都市にとって、重要なルートになる」と述べている。また、冨田は競合することになる東京モノレールを新路線開業後も存続させる考えを示している。
これに対し東京モノレールは、進行する浜松町駅周辺の再開発に合わせてJR山手線や地下鉄大江戸線などとの乗り換えをよりスムーズにする他、2014年1月の毎日新聞インタビューで東京モノレール社長の中村弘之は、「将来的にはモノレールを東京駅まで延伸する夢」があり「24時間運行の可能性も見えてくる」と生き残りに向けた課題を述べている。
東京都心 - 羽田空港間の鉄道は1998年に京急が本格参入し、1日平均乗降客数はモノレールが約6万5,000人、京急が約8万2,000人と、京急が優勢となっている。さらに、2015年3月14日の上野東京ライン開通後では、宇都宮線・高崎線・常磐線が、東京モノレールの連絡駅である浜松町駅を通過して、京急の連絡駅である品川駅に乗り入れることから、羽田空港への鉄道アクセスがより京急有利になった。さらに、2019年10月には京急が空港線の加算運賃を最大120円値下げし、普通運賃では京急と大差が付く形となった。東京モノレールは定期運賃を引き下げることで、運行頻度と京急より安い定期運賃を武器に、空港関係者の通勤需要取り込みを図る戦略に出ている。ここに羽田空港アクセス線が実現すると三つ巴の激しい争奪戦が展開されることになる。

### その他
- 港区の出した「田町駅東口北地区の街づくりについて」に対し、一部の住民からモノレール浜松町 - 天王洲アイル間（田町駅・芝浦ふ頭駅からそれぞれ徒歩10分強）の埋め立て地（芝浦アイランド付近）への新駅設置要望が出ている[74]。

## 駅一覧
- 全駅東京都内に所在。
- ●：停車、｜：通過。普通列車は省略（各駅に停車）。
- 列車待避可能駅は昭和島駅のみ。
- 駅番号は2016年10月より導入。

| 駅番号 | 駅名                    | 駅間 営業キロ | 通算 営業キロ | 区間快速 | 空港快速 | 接続路線・備考 | 所在地 |
| ------ | ----------------------- | ------------- | ------------- | -------- | -------- | --- | ------ |
| MO 01  | モノレール浜松町駅      | -             | 0.0           | ●        | ●        | 東日本旅客鉄道： 山手線・ 京浜東北線（浜松町駅:JY 28・JK 23） 都営地下鉄： 浅草線・ 大江戸線（大門駅:A-09・E-20） | 港区   |
| MO 02  | 天王洲アイル駅          | 4.0           | 4.0           | ●        | ｜       | 東京臨海高速鉄道： りんかい線 (R 05)                                                                              | 品川区 |
| MO 03  | 大井競馬場前駅          | 3.1           | 7.1           | ●        | ｜       | | 品川区 |
| MO 04  | 流通センター駅          | 1.6           | 8.7           | ●        | ｜       | | 大田区 |
| MO 05  | 昭和島駅                | 1.2           | 9.9           | ｜       | ｜       | | 大田区 |
| MO 06  | 整備場駅                | 1.9           | 11.8          | ｜       | ｜       | | 大田区 |
| MO 07  | 天空橋駅                | 0.8           | 12.6          | ｜       | ｜       | 京浜急行電鉄： 空港線 (KK15)                                                                                      | 大田区 |
| MO 08  | 羽田空港第3ターミナル駅 | 1.4           | 14.0          | ●        | ●        | 京浜急行電鉄： 空港線 (KK16)                                                                                      | 大田区 |
| MO 09  | 新整備場駅              | 2.1           | 16.1          | ｜       | ｜       | | 大田区 |
| MO 10  | 羽田空港第1ターミナル駅 | 0.8           | 16.9          | ●        | ●        | 京浜急行電鉄： 空港線（羽田空港第1・第2ターミナル駅:KK17）                                                        | 大田区 |
| MO 11  | 羽田空港第2ターミナル駅 | 0.9           | 17.8          | ●        | ●        | 京浜急行電鉄： 空港線（羽田空港第1・第2ターミナル駅:KK17）                                                        | 大田区 |

- 羽田空港ターミナル内の3駅における京浜急行電鉄との連絡運輸は行っていない。
- 当路線の駅のホームにはプラットホーム番号が振られておらず、乗り場案内も「羽田空港方面」「浜松町方面」としか書かれていない。例外として次の4駅は異なった表記である。
  - 昭和島駅は、1・2番線が羽田空港方面、3・4番線がモノレール浜松町方面となっている。
  - 羽田空港第3ターミナル駅は、1番線が第1・第2ターミナル方面、2番線がモノレール浜松町方面となっている。
  - 羽田空港第1ターミナル駅は、1番線が第3ターミナル・モノレール浜松町方面、2番線が第2ターミナル方面となっている。
  - 羽田空港第2ターミナル駅は、1・2番線のみ「羽田空港（第1・第3）・流通センター・天王洲アイル・モノレール浜松町方面」の表記があり、臨時用ホームに案内表記はない。

### 廃止された駅・信号所
- 穴守信号所（モノレール浜松町駅から12.5 km地点）
  - 1964年9月17日、複線・単線切り替え地点として運用開始。1993年9月27日、羽田駅（現：天空橋駅）の移設に伴い廃止。

## その他
- 羽田空港の国際線・国内線カウンターでは、国際線と国内線の乗り継ぎ客を対象に乗継乗車票を配布している。これを利用すると羽田空港第3ターミナル - 羽田空港第1ターミナル・羽田空港第2ターミナル間を無料で乗車できる（新整備場駅では下車不可）。